# Rinconada de Atotonilco
Rinconada de Atotonilco är en ort i Mexiko.   Den ligger i kommunen Tenancingo och delstaten Mexiko, i den sydöstra delen av landet, 70 km sydväst om huvudstaden Mexico City. Rinconada de Atotonilco ligger 2 094 meter över havet och antalet invånare är 869.
Terrängen runt Rinconada de Atotonilco är lite bergig. Runt Rinconada de Atotonilco är det tätbefolkat, med 550 invånare per kvadratkilometer. Närmaste större samhälle är Tenancingo de Degollado, 1,7 km söder om Rinconada de Atotonilco. Omgivningarna runt Rinconada de Atotonilco är en mosaik av jordbruksmark och naturlig växtlighet.